# 드라이브 앵그리 3D
《드라이브 앵그리 3D》(영어: Drive Angry 혹은 영어: Drive Angry 3D)는 미국에서 제작된 패트릭 루시에이 감독의 2011년 엑스플로이테이션 액션 공포 영화이다. 니컬러스 케이지, 앰버 허드, 윌리엄 픽트너, 빌리 버크 등이 출연하였고, 마이클 더루카 등이 제작에 참여하였다.
3D로 표현된 이 영화는 2011년 2월 25일 개봉되었다.

## 줄거리
10년 전 총격전에서 사망한 언데드 존 밀턴은 딸과 사위를 살해한 사탄 숭배 집단 지도자 조나 킹이 현세에 지옥을 불러들이는 의식에서 젖먹이 손녀를 희생하는 사태를 막기 위해 지옥에서 탈출한다. 그가 훔친 사탄의 총 고드킬러에는 영혼을 완전히 파괴하여 천국에도 지옥에도 가지 못하게 무로 되돌리는 능력이 있다.
존은 식당 종업원 파이퍼 리에게 고장난 1969 도지 차저를 수리해주는 대가로 자신을 태워달라고 제안한다. 파이퍼는 존을 내려준 뒤 바람을 피운 남자친구 프랭크와 싸우다가 맞아서 정신을 잃고, 파이퍼를 구한 존은 도지 차저에 파이퍼를 싣고 여정을 계속한다. 의식은 만월이 뜨는 밤에 루이지애나주 스틸워터 폐교도소에서 치러질 예정이다. 한편 밀턴과 고드킬러를 회수하기 위해 사탄의 부하 디 어카운턴트가 지구에 파견된다.

## 출연
- 니컬러스 케이지 - 존 밀턴 역
- 앰버 허드 - 파이퍼 리 역
- 윌리엄 픽트너 - 디 어카운턴트 역
- 빌리 버크 - 조나 킹 역
- 데이비드 모스 - 웹스터 역
- 케이티 믹슨 - 노마 진 역
- 샬럿 로스 - 캔디 역
- 크리스타 캠벨 - 모나 엘킨스 역
- 프루잇 테일러 빈스 - 로이 역
- 토드 파머 - 프랭크 레이미 역
- 톰 앳킨스 - 서장 역
- 잭 맥기 - 루 "팻 루" 역
- 닉 고메즈
- 마이클 파퍼존
- 헨리 킨지

## 기타 제작진
- 공동 제작: 에드 커셀 3세
- 배역: 낸시 네이어
- 미술: 네이선 애먼드슨
- 세트: 크리스틴 빅슬러
- 의상: 메리 E. 매클라우드
- 분장: 키스 세이어, 크리스티나 보걸
- 머리: 솔리너 타브리지
- 제작 관리: 에드 커셀 3세, 토드 길버트, 매슈 허시, 데빈 C. 루시에이
- 조감독: 스티브 댄턴, 환 마스